# Agonum muelleri
Agonum muelleri es una especie de escarabajo del género Agonum, familia Carabidae. Fue descrita científicamente por Herbst en 1784.
Esta especie se encuentra en el Paleártico, el Neártico y el Cercano Oriente. En Europa, se encuentra en Albania, Azores, Estados bálticos, Bielorrusia, Benelux, Gran Bretaña incluida la isla de Man, Irlanda del Norte, Portugal continental, Rusia, Cerdeña, España continental, Ucrania, Escandinavia, Eslovenia, Croacia, Serbia, Montenegro, Bosnia y Herzegovina, Macedonia del Norte y Europa Central.